# В степах України (опера)
«В степах України» — комічна опера на 3 дії українського композитора Оскара Сандлера. Автор лібрето — Степан Олійник. Опера написана у 1952 році (іноді помилково вказується 1950 рік). Сюжет опери ґрунтується на «однойменній кіно-виставі» на чотири дії 1952 року знятої за сценарієм Олександра Корнійчука
Прем'єра опери — 17 квітня 1954, Львів, Театр опери та балету.

## Персонажі
- Галушка — голова колгоспу «Тихе життя», 50 років;
- Палажка — дружина Часника;
- Параска — дружина Галушки;
- Редька — старший міліціонер;
- Часник Грицько Саливонович — комбайнер;
- Часник Саливон Іванович — голова колгоспу «Смерть імперіалізму», 50 років;

## Рукопис опери
Сьогодні рукопис опери зберігається у Центральному державному архів-музеї літератури і мистецтва України.